# Krupa (Neretva)
Krupa är ett vattendrag i Bosnien och Hercegovina.   Det ligger i entiteten Federationen Bosnien och Hercegovina, i den södra delen av landet, 100 km sydväst om huvudstaden Sarajevo. Arean är 74 kvadratkilometer.